# 순정 로맨티카
《순정 로맨티카》(純情ロマンチカ)는 나카무라 슌기쿠 작품의 The Ruby, CIEL TresTres에서 연재중인 만화작품이다. 대한민국에서는 대원씨아이에서 코믹스를 번역해서 발간 중이었으나 2014년 6월 2일 발간이 중단되었다. 순정 로맨티카 3기는 (일본기준) 2015년 7월 8일부터 9월 23일까지 도쿄 MX, BS11 등에서 방영되었다.

## 개요
원작 만화는 남성들간의 동성애를 다루고 있는 BL 전문 잡지인 CIEL TresTres에서 연재되고 있었다가 エメラルド로 이관하여 연재중이다. 애니메이션은 2008년 4월부터 방영 중이다. 대학생 타카하시 미사키와 유명 소설가 우사미 아키히코 커플의 〈순정 로맨티카〉시리즈와 M대 문학부 조교수인 카미죠 히로키와 의대생인 쿠사마 노와키 커플의 〈순정 에고이스트〉시리즈 그리고 M대 문학부 대학 교수인 미야기 요우와 고등학생인 타카츠키 시노부가 주인공인 〈테러리스트〉시리즈 세 시리즈가 서로 주인공은 다르지만 연관성을 이루면서 동시에 연재되고 있다.
현재 단행본은 10권까지 발간되어서 누계 300만부가 돌파하는 등 BL만화로서는 이례적인 매상을 보이고 있다. 또 순정 로맨티카의 등장 인물인 우사미 아키히코가 아키카와 야요이라고 하는 팬네임을 가지고 주위의 인물들을 모델로 썼다고 하는 망상 소설인 〈순애 로맨티카〉와 〈순애 에고이스트〉시리즈가 실제로 후지사키 미야코의 소설로도 발간되기도 했다. 순정 로맨티카는 CIEL TresTres에서 2008년까지도 연재중이지만 순정 에고이스트와 순정 테러리스트는 CIEL에서 연재를 종료했다.
2014년 가도카와 서점은 CIEL TresTres를 폐간시키고 새로 만든 계간지 エメラルド (한국명l 에메랄드)에서 발간되고 있다.

## 등장인물

### 순정 로맨티카
타카하시 미사키(高橋美咲)
성우 : 사쿠라이 타카히로
연재 시작에서는 18세의 고등학생이었으나 현재는 21살의 대학생이다. 고등학교 3학년 때 대학 시험을 위해서 형인 타카하시 타카히로부터 친구인 우사미 아키히코에게 소개를 받으면서 처음 만나게 된다. 처음에 우사미가 자신과 형을 모델로 쓴 우사미의 소설로 인해 그에게 혐오감을 갖게 되지만 자신의 형에 대해서 진심으로 대하는 모습을 보면서 우사미에 대한 감정이 변하게 된다. 자신이 지망하던 M대 경제학부에 보결 합격하지만 형 부부의 전근이 결정되고 우사미의 제안에 그의 집에 같이 살게 된다. 8살 때 부모님을 사고로 잃고 나서 형과 함께 살아가야 했기 때문에 요리를 포함한 집안일에 능숙해서 우사미의 맨션에서 집안일을 맡고 있다. 우사미가 ‘아키카와 야요이’라는 팬네임으로 쓴 ‘순애 로맨티카’에 나오는 러브 신을 무심코 보고는 당황해 한다. 밝고 씩씩한 성격의 소유자이지만 우사미에게는 고집을 부리는 경우가 많다. 어렸을 때부터 타인에게 배려심이 강해 남에게 폐를 끼치는 것을 매우 싫어해서 고민 등을 혼자 끙끙 앓는 경우가 많지만 우사미에게 쉽게 간파 당해서 그에게 만큼은 서서히 속마음을 털어 놓는다.
우사미 아키히코(宇佐見秋彦)
성우 : 하나다 히카루 / 소년 시절 : 사토 리나
연재 시작에서는 28살이었으나 현재는 30살이다. 타카하시 형제에게는 ‘우사기’라는 애칭으로 불린다. 재벌 기업인 우사미 그룹의 차남으로 영국에서 태어나 T대학 법학부를 수석 입학, 수석 졸업 등 엘리트 코스를 차례차례 밟아옴과 동시에 나오모리 상 최연소 수상 작가라는 명예까지 달성한 성공한 인물이다. 미사키의 형인 타카히로에 대해 애정이 있으면서도 지금의 관계가 혹여나 깨버리거나 그에게 폐를 끼칠 것 같다는 생각에 전혀 내색을 안 했고 결국 타카히로의 결혼으로 실연 당했지만 동생인 미사키에게 애정을 보내게 된다. 취미로 ‘아키카와 야요이’라는 팬네임으로 타카히로와 자신을 모델로 한 BL소설을 썼었고 현재는 미사키를 모델로 한 ‘순애 로맨티카’를 쓰고 있다. 최근에는 카미죠와 노와키를 모델로 한 ‘순애 에고이스트’도 쓰기 시작했다. 본인은 ‘일반 중산층 가정’을 동경해 보통의 어린아이가 하고 있는 것을 재현하기 위해서 침실은 여러 가지 장난감으로 가득차 있는데, 그 중에서도 ‘스즈키씨’라는 테디 베어를 마음에 들어한다. 가사 능력이 전무하고 일반 상식이 부족한 면도 있다. 성격은 마이페이스적인 면모를 보이지만 연애에 관련해서는 섬세하고 친절하다.
우사미 하루히코(宇佐見春彦)
성우 : 토리우미 코우스케
아키히코보다 2세 연상의 이복형. 12세 때에 우사미 가에 거둬졌다. 우사미 그룹의 전무 이사에서 건설부문의 사장으로 승진. 아키히코와는 사이가 나쁘고, 집을 나와 소설가가 된 아키히코를 좋게 생각하지 않는다. 미사키에 흥미→호의를 대어 엉뚱함이 없는 어프로치를 물리고 있다. 근본은 아키히코와 쏙 빼닮았다.(미사키의 주장) 쿨하고 고지식한 성격이지만, 의외로 철부지같은 모습도 보이며, 종종 말과 행동이 어긋날 때가 있다. 사실은 건축 관계의 일을 좋아한다. 최종적으로는, 지금의 일을 계속하면서도 건축에 종사해 가는 길을 선택한다.
타카하시 타카히로(高橋孝浩)
성우 : 타니야마 키쇼
미사키의 형. 부모님이 교통사고로 돌아가신 후 미사키를 혼자 도맡아 키우기 위해 합격한 M대에 다니는 것을 포기하고 취직을 시작했다. 우사미와는 고등학교 시절 동급생이었다. 미사키를 과도할 정도로 아끼고, 과보호 하는 면도 있다. 우사미가 자신을 좋아한다는 사실을 일절 모른 채, 그에게 맨 처음에 애인인 마나미를 소개할 정도로 둔한 면이 있다. 마나미와의 결혼 후 오사카 전근으로 인해 미사키를 친구인 우사미네 집에 맡긴다. 후에 아내(마나미)가 아이를 가졌을 때 우사미에게 아이의 이름을 지어달라고 말해, 우사미의 기분을 염려한 미사키가 오히려 곤란해 한 적이 있다. DVD 단편 만화에서 타카히로와 우사미가 처음으로 친해진 에피소드가 밝혀진다. 고교시절, 시험 때 우사미가 우연히 타카히로의 자리에 앉았었는데, 타카히로가 자신의 자리로 돌아와보자 우사미가 자신의 책상에 낙서형식으로 끄적인 소설이 다 지워지지 않은 상태로 남아있었다. 그것을 읽은 타카히로가 순수하게 감동하여 그 뒷이야기를 써줄 것을 요청했고, 그 후 두 사람은 친한 친구 사이로 발전하였다.
스미 케이이치(角圭一)
성우 : 치바 잇신
미사키의 1년 선배 겸 얼마 안되는 친구로, M대 경제학부 출신. 부친은 작가(스미 료이치). 실은 아키히코를 좋아한다. 대학 졸업 후, 영상 관계의 회사에 취직했다.
아이카와 에리(相川絵理)
성우 : 나미키 노리코
마루카와에서 근무하고 있는 우사미 아키히코의 담당 편집자. 얼굴은 예쁘나 성격이 터프하여, 마감을 못지킨 우사미가 아이카와에게 못이겨 집열쇠를 넘겨줄 정도이다. BL을 몹시 사랑하여, 미사키가 모델이 되어 쓰이고 있는 '순애 로맨티카'는 사실 아이카와의 리퀘스트라고 우사미가 밝힌 적이 있다.
우사미 후유히코(宇佐見冬彦)
성우 : 코스기 쥬로타
우사미 형제의 아버지로 하고, 우사미 그룹 현총수. 서민 태생으로, 우사미가의 데릴사위. 하루히코와 완전히 같은 시추에이션으로 미사키와 만난다. 아들들에게 영향을 미치고 있는 미사키를 의심하고 있었지만, 미사키가 아키히코를 꾸짖는 장면을 본 후 아키히코를 꾸짖을 수 있는 사람이 미사키 한 명이라는 이유로 일단 두고보겠다고 이야기 한다. 항상 포커 페이스로 마음 속을 모르는 인물.
타나카(田中)
성우 : 미야케 켄타
우사미가 집사로, 별명 세바스찬(미사키 한정). 20년 이상이나 우사미 가에서 집사로 일하고 있고, 인가와의 교류는 그 나름대로 있는 모습.
우사미 카오루코(宇佐見薫子)
성우 : 미즈키 나나
아키히코의 외가의 사촌여동생으로 일본인형을 생각하게 할 정도의 미인. 승기인 성격으로, 미사키와 동갑. 영국에 유학하고 있었지만 하루히코와의 약혼을 강요 당해 아키히코에 도움을 요구하고 맨션에 밀어닥친다. 장래의 꿈은 파티시에. 미사키에 반한 첫 여자 아이. 현재는 파리의 제과 학교에 유학, 유명한 파티시에의 곳에 입문 하고 있다. 시바가 자신에게 호의를 대고 있는 것에 눈치채고 있는 모습.
시바 미즈키(椎葉水樹)
성우 : 시모노 히로
아키히코의 아버지 쪽의 사촌동생으로 25세. 우사미 그룹의 종합상사에 근무. 미국으로부터 일시 귀국해 아키히코의 맨션을 방문해 반 억지로 식객생활을 한다. 카오루코와는 말다툼이 끊어지지 않는 관계이지만, 실은 그녀를 좋아하고 있다. 미국으로 돌아갈 때, 카오루코에게는 휴대번호, 미사키에는 메일 주소를 건네주고 있다.
이쥬인 쿄우(伊集院響)
성우 : 코다 호즈미
게테모노 요리인 더☆칸의 작자. 원고의 마감이 다가올 때마다, 극도의 네거티브 사고에 빠진다. 더☆칸의 매상은 마루카와 서점에서도 톱 클래스를 자랑하고 있다(류이치로담). 독신, 본모습은 꽤 단정, 그 팬의 대부분은 여자. 인기 만화가로 담당 편집자를 2명 거느리고 있다. 세계 제일의 첫사랑에도 링크하고 있다. 네거티브에 빠져 있을 당시 미사키의 응원으로 치유되어 마감을 지켰고, 이후 미사키에게 호의를 가진다. 우사미 아키히코와의 대담 · 회식 때에는 미사키에의 호의를 전하고 있다.
토도 신노스케(藤堂進之介)
M대 학부생으로 미사키와는 동기. 검도부 소속으로 장래는 경찰관을 목표로 하고 있다. 미사키가 떨어뜨린 더☆칸의 스트랩을 주운 것을 계기로 알게 되어, 그와 의기 투합한다. 더☆칸의 대팬.

### 순정 에고이스트
카미죠 히로키(上條弘樹)
성우 : 이토 켄타로 / 소년 시절 : 키타무라 에리
연재 시작은 21살이었으나, 현재는 30살. 우사미 아키히코와는 10살때 만나, 그때부터 오랜시간 줄곧 짝사랑하고 있었다. 그러나 우사미는 고등학교 동급생인 타카하시 타카히로를 좋아하고 있었고, 그의 사랑이 이루어질 수 없다는 것을 알았을 때 그 틈을 노려 그와 딱 한 번 잔 적도 있다. 그러나 우사미가 타카히로의 이름을 부른 순간, 실연을 깨닫는다. 그 후 혼자 공원에서 울고 있던 모습을 노와키에게 목격당하고 대학에 가고 싶다는 그의 간절한 탁에 따라 그의 가정교사가 되어 그를 가르치게 된다. 그러면서 노와키에게 고백 받게 되고 처음에는 거부하는 듯 보이나 노와키의 직선적이고 순수한 모습에 점차 감정의 변화가 생겨 그 후 정식으로 사귀게 된다. 그로부터 5년 후, 노와키가 아무말없이 미국으로 유학을 간 것에 충격을 받아 노와키에게 헤어지자는 선언을 하기도 하지만, 우여곡절 끝에 화해하고 그대로 함께 한 집에서 동거하기 시작한다. 현재에는 M대 문학부에서 미야기 요우의 부하인 조교수로 일하고 있다. 흔히 말하는 츤데레 성격이나 작품 내에서 그 누구보다도 소녀같은 타입. 타인에게 '히로키'라고 직접 이름으로 불리는 것을 싫어하며(부모님과 어릴적부터 친구인 우사미만이 '히로키'라고 부른다.) 노와키에게는 '히로상'(라이센스 판 '히로키 씨')라고 부르는 것을 유일하게 허락하고 있다.
쿠사마 노와키(草間野分)
성우 : 칸나 노부토시 / 소년 시절 : 시라이시 료코
연재 시작은 18살이었으나, 현재는 26살. 히로키와는 4살 연하이며, 그에 트라우마를 가지고 있는 듯 보인다. 태어나자마자 부모에게 버려지고, 태풍이 부는 날 고아원에 거두어들여져 '노와키(태풍)'라는 이름을 받는다. 중졸이었으나 복지관련 대학에 가고 싶어 공원에서 우연히 만난 히로키에게 한눈에 반하고, 가정교사를 부탁한다. 검정고시를 합격한 후 히로키에게 어울리는 위치에 서고자 의대에 들어간다. 이후 기간 2년의 미국 유학을 가게 되는데, 필사적으로 노력해 1년 만에 자격을 취득한다. 히로키는 말한 적이 없다고 했었지만, 사실 노와키는 히로키의 충고 한마디에 유학갈 결심을 했던 것이었다. 대학을 졸업한 이후 소아과 인턴이 되어 바쁜 나날을 보내고 있다. 순수하고 감정을 솔직하게 표현하며, 히로키를 너무나 좋아하여 끊임없는 애정공세를 보인다. 입버릇은 '히로상은 세상에서 가장 귀여운 사람입니다.' 자신의 세계는 히로키를 중심으로 돌고있다고 말해 그를 부끄럽게 한 적도 있다.
시노다(篠田)
성우 : 오오카와 토오루
히로키의 스침 상대. 통찰력이 뛰어난 부동산 회사 사원으로 손님에게는 손찌검하지 않는 주의자. 심술궂은 반면, 뿌리는 좋은 사람. 현재는 처자 떡.
츠모리(津森)
성우 : 치바 스스무
들분의 선배겸 얼마 안되는 이해자로 소아과 의사. 히로키에게의 태도는 도발적. 일에 사정을 사이에 두는 것이 싫다. 원작과 애니메이션에서는 머리카락의 색이 다르다.

### 순정 테러리스트
미야기 요우(宮城庸)
성우 : 이노우에 카즈히코
미사키가 다니고 있는 M대 문학부의 교수로, 히로키의 상사이다. M대 학부장의 소개로 그의 딸인 타카츠키 리사코와 결혼했으나, 과거에 사랑했던 '선생님'을 잊지 못해 마침 아내가 바람을 핀 것을 계기로 이혼했다. 전처의 동생인 시노부가 오스트레일리아에서 귀국해 자신이 미야기를 좋아하는 것은 '운명'이라며 자신을 책임지라고 떠밀리 듯 고백받으며 혼란스러워 한다. 처음에는 부정하는 듯 보이는 미야기였으나, 어느새 시노부로 인해 흔들리고 있는 자신을 발견하고, 아무말 없이 오스트레일리아로 돌아가려는 시노부를 공항에서 '좋아해보기로 했다'고 말하며 데려온다. 그러나 결국 시노부를 진심으로 좋아하게 되어, 과거에 정말로 아프게 사랑했던 '선생님'의 묘 앞에서 시노부를 좋아한다고 선언한다. 어른스러운 성격이나 부하인 히로키에게 장난을 치며 즐거워 하는 면도 있다. 히로키가 노와키와 교제중이라는 것을 아는 사람중 한 사람. 문학을 사랑하며 35세라는 젊은 나이에 문학부 교수가 될 정도로 많은 연구 성과를 가지고 있다.
타카츠키 시노부(高槻忍)
성우 : 키시오 다이스케
미야기의 전처의 남동생. 중학생 때 자주 들리던 도서관에서 기쁜 듯이 책을 읽고 있는 미야기에게 호감을 품고 있던 중, 그가 불량배들에게 시비를 걸려 위험한 찰나에 미야기가 구해준 것을 계기로 그를 '운명'이라고 정한다. 그러나 그가 자신의 친누나의 남편이 될 사람이라는 것을 알고 그대로 실연, 그대로 오스트레일리아로 유학을 떠난다. 그러나 미야기가 이혼했다는 소식을 듣자마자 귀국하여 그에게 '좋아한다, 왜냐고? 운명이니까!'하고 고백해온다. 그를 진심으로 좋아하나, 미야기가 그를 좋아할 가능성이 없다는 것을 깨닫고 그대로 다시 오스트레일리아로 돌아가려 하나, 그를 데리러온 미야기에게 좋아해보기로 했다는 말을 듣고 돌아온다. 그 후 시간이 날 때면 미야기의 집에가 매일같이 '양배추 기름볶음'만을 요리한다. (한가지 요리를 점점 맛있게 하는 것이 좋다고 생각하기 때문) 미야기에게 '좋아한다'고 고백 받은 이후에 미야기가 있는 M대 문학부에 지원하려 하나, 굉장히 머리가 좋은 (모의고사 올 백) 그의 실력에는 아깝다며 학부장이 말리기에 나서 결국은 당당히 T대 법학부에 합격, 그 대신 조건으로 미야기의 옆집으로 이사가는 것을 허락받는다. 현재는 그에게 문학을 배우는 중. 최근에는 양배추에서 호박으로 갈아탄 듯 하다.
타카츠키 리사코(高槻理沙子)
성우 : 아사노 마유미
시노부의 누나로 부친은 M대문학부 학부장. 부친을 통해 미야기와 3년간 결혼했었다. 요리 능숙.
선생(先生)
성우 : 마스다 유키
미야기의 고등학교의 담임 교사이며, 그와는 사랑하는 사이면서 병으로 죽는다(※그보다 10세 연상, 고문 담당).

### 순정 미스테이크
이사카 류이치로(井坂龍一郞)
성우 : 모리카와 토시유키 / 소년 시절 : 미나가와 쥰코
마루카와 서점의 전무이사. 우사미 형인 하루히코와는 어릴 때부터의 친구로서, 우사미와도 오랫동안 알고 지내온 사이로 보인다. 성격은 나쁘지만 일처리는 믿을 수 있다고 우사미가 말했었다. 원래는 직접 책을 쓰는 작가가 되고자 하였으나, 딱 책을 읽었을 때 팔릴만한 책을 한눈에 알아보는 능력을 가지고 있어 불평하면서도 일을 계속하고 있다. 현재 카오루와 함께 동거중.
아사히나 카오루(朝比奈薫)
성우 : 오키아유 료타로 / 소년 시절 : 코바야시 유우
마루카와 서점의 전무이사 비서 겸 감시역. 폭주한 상사를 견제하는 유일한 사람으로 고지식한 성격이다. 류이치로와는 20년 이상 전, 놀이 상대로서 처음으로 만난 이후 쭉 함께. 마루카와 서점의 사장(류이치로의 부친)을 은인으로서 존경하고 있다. 우여곡절의 끝에 류이치로와 연인이 되어, 스스로의 의사로 상기대로 전직. 실은 원후계자. 전직 직전에 있는 맨션으로 이사해, 현재 류이치로와 함께 동거중. 풍모가 새를 닮아 있다.

## 관련 상품

### 단행본
가도카와 쇼텐
- 순정 로맨티카 1
- 순정 로맨티카 2
- 순정 로맨티카 3
- 순정 로맨티카 4
- 순정 로맨티카 5
- 순정 로맨티카 6
- 순정 로맨티카 7
- 순정 로맨티카 8
- 순정 로맨티카 9
- 순정 로맨티카 10
- 순정 로맨티카 11
- 순정 로맨티카 12
- 순정 로맨티카 13
- 순정 로맨티카 14
- 순정 로맨티카 15
- 순정 로맨티카 16
- 순정 로맨티카 17
- 순정 로맨티카 18
- 순정 로맨티카 19
- 순정 미니멈 (드라마CD 부록)
- 순정 미스테이크 (드라마CD 부록)

대원씨아이
- 순정 로맨티카 1
- 순정 로맨티카 2
- 순정 로맨티카 3
- 순정 로맨티카 4
- 순정 로맨티카 5
- 순정 로맨티카 6
- 순정 로맨티카 7
- 순정 로맨티카 8
- 순정 로맨티카 9
- 순정 로맨티카 10
- 순정 로맨티카 11
- 순정 로맨티카 12
- 순정 로맨티카 13
- 순정 로맨티카 14
- 순정 로맨티카 15

### 소설
(※만화에서 등장하는 작품 내용과 다르다.)
- 순애 로맨티카 1권
- 순애 로맨티카 2권
- 순애 로맨티카 3권
- 순애 로맨티카 4권
- 순애 로맨티카 5권
- 순애 로맨티카 6권
- 순애 로맨티카 7권
- 순애 에고이스트 1권
- 순애 에고이스트 2권
- 순애 에고이스트 3권

### 드라마 CD
- 성우진은 애니메이션과 같다.
- 순정 로맨티카 1~7
- 순정 에고이스트 1
- 순정 테러리스트 1~2
- 순애 로맨티카 1~2
- 순애 에고이스트 1~2닷!

## TV 애니메이션
장르가 어떻든 간에 결국은 '사랑' 이야기인 만큼 섬세한 심리묘사를 주특기로 하는 여성 스태프들의 참여는 효과적인 인선으로 보인다. 방영 시간대가 심야이긴 해도 어디까지나 TV 시리즈인 만큼 원작에 등장했던 묘사들이 고스란히 등장하는 것은 어려울 듯 싶지만, 제작진이 최대한 원작에 가깝게 표현해낼 수 있도록 노력하겠다고 언급하였으니 이 부분에 대해서는 기대를 해도 좋을 듯 보인다.
1기 시리즈 12화, 곧 이어진 2기 시리즈 역시 12화로 총 24화로 이루어져있다.

### 스태프
- 원작 : (<CIEL TresTres>연재 / 아스카 코믹스 CL-DX 간 / 가도카와 서점)
- 기획 : 야스다 타케시
- 제작 : 이토 아츠시, 쿠리하시 미키야, 사카와 노부히코, 카미타 마사히로, 유모토 히로시
- 프로듀서 : 코바야시 쥰카, 스즈키 토모코, 타케치 츠네오, 요시카와 아키라, 아오키 에리코
- 감독 : 콘 치아키
- 시리즈 구성 : 나카세 리카
- 캐릭터 디자인 : 키쿠치 요코
- 미술 감독 : 히가시 쥰이치(1기)・시미즈 쥰코(2기)
- 색체 설계 : 마츠모토 신지
- 촬영 감독 : 시모자키 아키라
- 편집 : 마츠무라 마사히로
- 음향 감독 : 고다 호즈미
- 음악 프로듀서 : 카와무라 카즈요시
- 음악 제작 : 프론티어 웍스
- 애니메이션 프로듀서 : 우라사키 노부미츠
- 애니메이션 제작 : 스튜디오 딘
- 제작 : 로맨티카 클럽!!

## 주제가
- 1기 OP. 〈너=꽃(君＝花)〉 노래 : pigstar
- 1기 ED. 〈베이비 로맨티카(ベイビーロマンチカ)〉 노래 : SCRIPT
- 2기 OP. 〈충동(衝動)〉 노래 : pigstar
- 2기 ED. 〈상생(相生-アイオイ-)〉 노래 : JUNED
- 3기 OP. 〈Innocent Graffiti〉 노래 : Fo'x Tails
- 3기 ED. 〈변하지 않는 하늘(変わらない空)〉 노래 : ラックライフ

## Web 라디오
「순정 트라이앵글 ～자, 순정으로 승부!!～」
방송 사이트 : 애니메이트 TV
방송 기간 : 2008년 1월 17일 ~ 

우사미 아키히코 역의 하나다 히카루와 카미죠, 히로키 역의 이토 켄타로, 그리고 타카츠키 시노부 역의 키시오 다이스케가 출연중이다.

## 게임
「순정 로맨티카 ～사랑의 두근두근 대작전～」(PS2)
장르 : 순정 어드벤쳐
발매일 : 2008년 11월 27일
발매원 : 마베라스 엔터테인먼트

## 같이 보기
- 세계 제일의 첫사랑